# 基舒纽姆
基舒纽姆，是匈牙利沃什州所辖的一个村，总面积10.00平方公里，总人口420，人口密度42.0人/平方公里（2010年1月1日）。